# Baconator

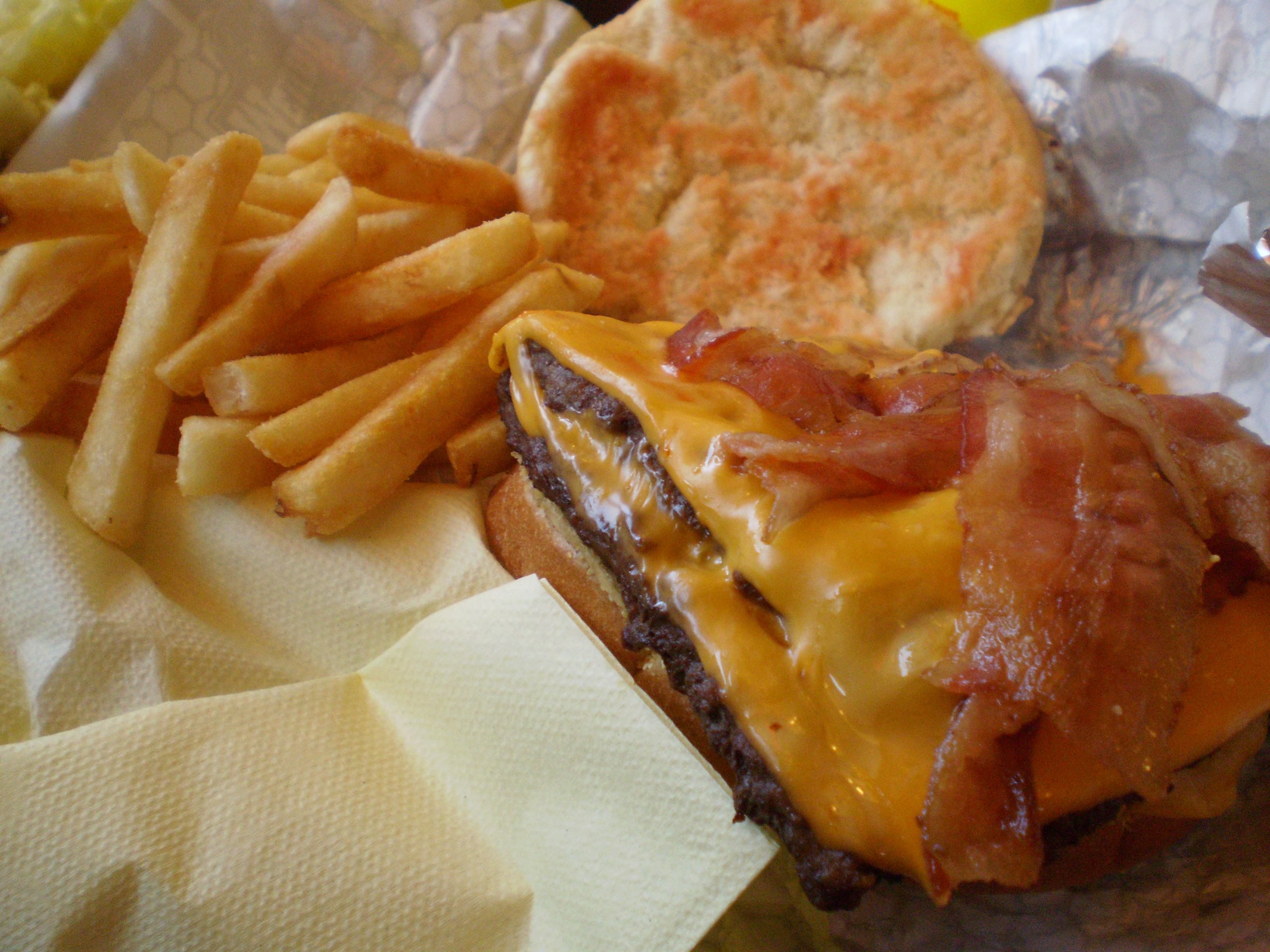
Unos baconator ofrecidos con patatas fritas.

Un baconator es un tipo de hamburguesa con queso (cheeseburger) de la cadena de restaurantes de comida rápida de Wendy's. El nombre es un acrónimo de bacon (panceta ahumada) y terminator. En su momento cuando fue introducida este tipo de hamburguesa era una cheeseburger con cuatro onzas de carne a la que se añadía diversas tiras de tocino asado.

## Historia
La baconator fue introducido en abril de 2007 como parte de las remodelaciones introducidas por el CEO Kerrii Anderson.

## Características
Este tipo de hamburguesa se prepara con unos filetes de carne acompañado de algunas lonchas de queso y diversas tiras de tocino  fritas.